# 알프레도 데스파이네
알프레도 데스파이네 로드리게스(스페인어: Alfredo Despaigne Rodríguez, 1986년 6월 17일~)는 쿠바의 야구 선수이자, 일본 퍼시픽리그 소프트뱅크 호크스의 소속 선수(외야수)이다.